# كريستيانو لوباتيلي
كريستيانو لوباتيلي (بالإيطالية: Cristiano Lupatelli)‏، (بيروجيا، 21 يونيو 1978)، لاعب كرة قدم إيطالي.
بدأ مسيرته الكروية مع نادي فيدلس أندريا في عام 1996، ولعب معهم حتى عام 1999، وشارك معهم في 25 مباراة، وفي عام 1999 انتقل إلى نادي روما، ولعب معهم حتى عام 2004، ولعب معهم 12 مباراة، وأعير إلى نادي كييفو في عام 2001، ولعب معهم حتى عام 2003، وشارك معهم في 59 مباراة، وفي عام 2004 انتقل إلى نادي فيورنتينا، وأعير في عام 2005 إلى نادي بارما، ولعب معهم 8 مباريات، وأعير في عام 2006 إلى نادي باليرمو، ولعب معهم 5 مباريات، وهو الآن يلعب مع نادي فيورنتينا.

## روابط خارجية
- كريستيانو لوباتيلي على موقع الاتحاد الدولي (مؤرشف)  (الإنجليزية)
- كريستيانو لوباتيلي على موقع الاتحاد الأوربي (الإنجليزية)
- كريستيانو لوباتيلي على موقع قاعدة بيانات كرة القدم.إي يو (الإنجليزية)
- كريستيانو لوباتيلي على موقع Soccerway.com (الإنجليزية)
- كريستيانو لوباتيلي على موقع عالم كرة القدم.نت (الإنجليزية)
- كريستيانو لوباتيلي على موقع كووورة
- كريستيانو لوباتيلي على موقع أوليمبيديا (الإنجليزية)
- كريستيانو لوباتيلي على موقع AS.com (الإسبانية)